# Spraggen (Östra Ämterviks socken, Värmland)
Spraggen är en sjö i Sunne kommun i Värmland och ingår i Göta älvs huvudavrinningsområde. Sjöns area är 0,035 kvadratkilometer och den befinner sig 178 meter över havet.